# Ernst Smith
Ernst Smith, född 13 september 1868 i Karlshamn, Blekinge län, död där 27 mars 1945, var en svensk sjökapten och konstnär.
Han var son till godsägaren Carl Gustaf Wilhelm Smith och Evelina Francina Göthilda Wirén samt yngre bror till konstnären Wilhelm Smith. Han gjorde som sjökapten resor över alla de stora haven men ägnade en betydande del av sin fritid till sitt konstnärskap. Han studerade målning för brodern och därefter en period i Göteborg. Separat ställde han ut hos Stockholms konstförening 1905 och i Lund 1934. Han medverkade i Norrköpingsutställningen 1906, Salongen på Liljevalchs konsthall 1924, Sveriges allmänna konstförenings höstutställning 1927 och i en utställning med blekingska konstnärer på Blekingedagen i Ronneby 1934. En minnesutställning med hans konst visades i Karlskrona 1945. 
Han gav sin seglarvän konstnären Karl Bergman, också han född i Karlshamn, lektioner i måleri, som blev avgörande för Bergmans framtida konstnärskap. Han målade marina motiv, gärna med upprört hav och motiv från den blekingska skärgårdsnaturen samt landskapsskildringar från Småland, Lofoten och Mallorca. Smith är representerad i Kristianstads museum och Nationalmuseum.

### Fotnoter
1. ↑  Nationalmuseum